# Mentone, Texas
Mentone är administrativ huvudort i Loving County i Texas. Grundarna James J. Wheat och Bladen Ramsey hade Ramsey som namnförslag. När det inte gick att ge postkontoret detta namn valde de Mentone i stället. Enligt 2010 års folkräkning hade Mentone 19 invånare.